# إسلام دولاتوف
إسلام دولاتوف (بالإنجليزية: Islam Dulatov؛ مواليد 2 أغسطس 1998) هو مُقاتل فنون قتالية مختلطة ألماني.

## وصلات خارجية
- إسلام دولاتوف على موقع يو إف سي (الإنجليزية)
- إسلام دولاتوف على موقع شيردوغ (الإنجليزية)
- إسلام دولاتوف على موقع Tapology.com (الإنجليزية)